# شازم!: غضب الألهة
شازم!: غضب الألهة (بالإنجليزية: Shazam! Fury of the Gods)‏ هو فيلم بطل خارق أمريكي قادم،مبني على شخصية تحمل نفس الأسم من ابتكار دي سي كومكس،الفيلم سيكون تتمة لفيلم شازام!. الفيلم من إخراج ديفيد ساندبيرغ وبطولة زكاري ليفي،آشر أنجل،جاك ديلان غرازر،دجيمون هونسو،هيلين ميرين ولوسي لو.
من المقرر عرض الفيلم يوم 17 مارس 2023.